# Pedro Aranguren
Pedro Aranguren (Maracaibo, Venezuela, 1821- Barinas, 25 de agosto de 1860) fue un militar venezolano que se incorporó al ejército federalista durante la Guerra Federal o Guerra Larga, un enfrentamiento militar entre las tendencias conservadora y liberal que tuvo lugar en la Venezuela del siglo XIX.

## Biografía
Durante su paso por el ejército, Aranguren participó en el asedio de San Carlos el 7 de noviembre de 1859 y también en el combate de El Pao de San Juan Bautista el 8 de noviembre de 1859, donde fue derrotado. Como jefe de división, peleó en la batalla de Santa Inés en 10 de diciembre de 1859.
Al estar en desacuerdo con los dispositivos del combate del general Juan Crisóstomo Falcón, Aranguren decidió retirarsu división y no formar parte en la batalla de Coplé que tuvo lugar el 17 de febrero de 1860. Después de la batalla,  las tropas federalistas fueron dispersadas y Juan Crisóstomo Falcón envió a Pedro Aranguren a Cojedes y Portuguesa. 
Aranguren reunió fuerzas con las de los generales Rodulfo Calderón y Manuel Atanasio Menéndez e intentó tomar la plaza de Barquisimeto el 5 de marzo de 1860, luego de cinco días de sitio fue rechazado por lo que decidió partir hacia Guanare para atacar la plaza el 20 de marzo de 1860, pero fue nuevamente rechazado.
Finalmente, se retira hacia los llanos de Barinas donde mantiene actividades de guerrilla entre abril y julio de 1860, junto a los generales Juan Antonio Quintero y Pedro Manuel Rojas. Allí adquirió fama de déspota y licencioso.
Desde Barinas envió una expedición hacia Trujillo y Mérida bajo las órdenes de los generales Benito Álvarez y Jesús María Hernández, que fracasó en julio de 1860. Temerosos de las represalias que pudiera tomar Aranguren en su contra, Álvarez y Hernández junto con los generales Prudencio Vásquez y Victor Pulido, decidieron sorprenderlo en Barinas y desconocer su autoridad. El 25 de agosto de 1860, lo hicieron fusilar en la plaza Mayor del pueblo.